# Piper semangkoanum
Piper semangkoanum är en pepparväxtart som beskrevs av C. Dc.. Piper semangkoanum ingår i släktet Piper och familjen pepparväxter. Inga underarter finns listade i Catalogue of Life.